# 328

## Evenimente
- Este terminat Podul lui Constantin cel Mare;

## Nașteri
- Valens, împărat roman bizantin (d. 378)